# Гами
Га́ми (рос. Гамы) — присілок у Воткінському районі Удмуртії, Росія.
Населення становить 47 осіб (2010, 29 у 2002).
Національний склад (2002):
- росіяни — 76 %

Урбаноніми:
- вулиці — Заставкова, Пойма